# اوروویتسا
اوروویتسا (به صربی: Urovica) یک منطقهٔ مسکونی در صربستان است که در نگوتین واقع شده‌است. اوروویتسا ۱٬۱۹۱ نفر جمعیت دارد.